# Stadion Osogowo w Kiustendile
Stadion Osogowo (bułg. Стадион Осогово) – stadion sportowy w Kiustendile, w Bułgarii. Obiekt może pomieścić 10 460 widzów. Swoje spotkania rozgrywają na nim piłkarze klubu Wełbyżd Kiustendił.